# دهستان پروز
دهستان پروز، یکی از دهستان‌های بخش امامزاده حسن شهرستان فلارد در استان چهارمحال و بختیاری ایران است. مرکز این دهستان، روستای قلعه سوخته است.

## جمعیت
بر پایه سرشماری عمومی نفوس و مسکن در سال ۱۳۹۵، جمعیت دهستان پروز برابر با ۴٬۷۹۰ نفر بوده‌است.